# Shereen Ratnagar
Shereen F. Ratnagar és una arqueòloga índia el treball del qual s'ha centrat en la civilització de la vall de l'Indus. És autora de diversos textos relacionats amb aquest tema.

## Trajectòria
Ratnagar es va formar al Deccan College, Pune, i a la Universitat de Pune. Va estudiar arqueologia mesopotàmica a l'Institut d'Arqueologia, University College London.
Va ser professora d'arqueologia i història antiga al Centre d'Estudis Històrics de la Universitat Jawaharlal Nehru, Delhi. Es va retirar el 2000 i actualment és una investigadora independent que viu a Bombai. Es destaca pel seu treball en la investigació dels factors que contribueixen al final de la civilització de la vall de l'Indo.

## Disputa d'Ayodhya
Shereen Ratnagar, juntament amb l'arqueòleg D. Mandal, van passar un dia, de l'any 2003, examinant les excavacions ordenades per la cort i realitzades pel Servei Arqueològic de l'Índia (ASI) al lloc del Babri Masjid, en nom de la Junta Sunni Central Waqf (el litigant musulmà a la disputa). Posteriorment, els dos investigadors van escriure una avaluació molt crítica de les excavacions de l'ASI titulada Ayodhya: Arqueology after Excavation. El 2010, van comparèixer com a experts per a la Junta Sunni Waqf al cas Ram Janmabhoomi-Babri Masjid a l'Alt Tribunal d'Allhabad.
En la seva sentència sobre la disputa d'Ayodhya, el Tribunal Superior va desestimar el paper de diversos testimonis, inclosa Ratnagar, que es va veure obligada a admetre sota jurament que no tenia experiència en el camp en excavacions arqueològiques a l'Índia. Ratnagar i els seus partidaris, els quals defensen el seu historial afirmant que havia participat en algunes excavacions arqueològiques en llocs fora de l'Índia, com Tell al-Rimah, Iraq, al 1971, així com a Turquia i el Golf.
Abans del cas, a Shereen Ratnagar se li va enviar un avís de menyspreu per violar una ordre judicial que impedia als testimonis del cas en curs la difusió de les seves opinions en públic.

## Publicacions
- Encounters, the westerly trade of the Harappa civilization, Oxford University Press (1981).
- Enquiries into the political organization of Harappan society, Ravish Publishers (1991).
- The End of the Great Harappan Tradition, New Delhi: Manohar, ISBN 81-7304-331-0. (2000)
- Understanding Harappa: Civilization in the greater Indus Valley, Tulika Books, ISBN 81-85229-37-6 (2002)
- Mobile and Marginalized Peoples, New Delhi: Manohar (2003)
- Trading Encounters: From the Euphrates to the Indus in the Bronze Age, Oxford University Press (2nd edition), ISBN 0-19-568088-X (2006)
- The Other Indians - Essays on Pastoralists and Prehistoric Tribal People, Three Essays Collective (2004)
- Ayodhya: Archaeology After Excavation, New Delhi: Tulika Books (2007)
- The Timechart History of Ancient Egypt, Worth (2007). ISBN 190302532X.
- Makers and Shapers: Early Indian Technology in the Household, Village, and Urban Workshop, Tulika Books (2007).
- Being Tribal, Primus Books (2010). ISBN 9380607024.